# Weyprechtberge
Die Weyprechtberge sind eine kleine Gruppe von Bergen im ostantarktischen Königin-Maud-Land. Sie ragen 16 km westlich der Payergruppe auf und bilden die westliche Hälfte der Hoelfjella.
Entdeckt und benannt wurden die Berge bei der Deutschen Antarktischen Expedition 1938/39 unter der Leitung des Polarforschers Alfred Ritscher. Namensgeber ist der deutsche Polarforscher Carl Weyprecht (1838–1881), der gemeinsam mit Julius von Payer die Österreichisch-Ungarische Nordpolexpedition (1872–1874) leitete.